# Solanum robinsonii
Solanum robinsonii är en potatisväxtart som beskrevs av Bonati. Solanum robinsonii ingår i släktet skattor som ingår i familjen potatisväxter. Inga underarter finns listade i Catalogue of Life.